# 文化部文化資産局
文化部文化資産局（ぶんかぶぶんかしさんきょく、Bureau of Cultural Heritage(BOCH)) は中華民国（台湾）の文化部に属し、歴史的建造物、遺跡、古くからの生活共同体、遺物および文化的景観を保存・修復する責任を果たす機関。守備範囲はさらに伝統芸能や民俗文化、その他台湾の伝統的文化にも及ぶ。
文化資産とは日本語でいう文化財のことである。台湾における文化財の保護について、1982年の「文化資産保存法」公布を端緒とし、2005年に一部を除き行政院文化建設委員会の管轄とした。2007年に委員会は「行政院文化建設委員会文化資産総管理設立準備室」を設立、2012年5月20日に「文化部文化資産局」として正式にスタートした。文化財の保護だけでなく周知・啓蒙なども行っている。
委員会から局への「格上げ」は政府の文化財への関心の高さを示すものと評価されている。

## 組織
組織は局長をトップとし、その下に副局長、主任秘書を置き、さらに下記の部課局がある。
- 総合企画部（綜合規劃組）
- 古跡集落部（古蹟聚落組）
- 古物遺跡部（古物遺址組）
- 伝統芸術民俗部（傳藝民俗組）
- 文化資産保存研究センター（文化資產保存研究中心）
- 秘書室
- 主計室
- 公務倫理室（政風室）
- 人事室

## 文化財の分類
「文化資産保存法」では以下のように文化財を分類し登録しており、後述「外部リンク」節の「文化資產總覽」から検索できる。ただし、分類は法律と一致していない。「自然地景」は行政院農業委員会管轄であるため。
1. 古蹟、歴史建築、聚落
2. 遺跡
3. 文化景観
4. 伝統芸術
5. 民俗及び関連する文物
6. 古物
7. 自然地景

2016年11月時点における検索ページ上の分類と件数を挙げる。2014年12月時点の統計を元にした研究では、建築物全体の約半数が日本統治時代のものであるという。
- 古蹟：855件
- 歴史建築：1284件
- 聚落（集落）建築群：13件（うち、重要1、一般12）
- 考古遺跡：45件（うち、国定8、直轄市定21、県市定16）
- 文化景観：58件
- 伝統表演芸術、伝統工芸：308件
- 民俗：186件
- 古物：1546件
- 保存技術：98件